# Cindy Klassen
Cindy Klassen (Winnipeg, Manitoba, 12 augustus 1979) is een Canadees voormalig langebaanschaatsster. Ze won in haar carrière onder andere zes olympische medailles en twee wereld-allroundtitels. Ze verbeterde de wereldtijden op de 1000 meter (2×), 1500 meter (3×), 3000 meter (2×) en de minivierkamp en is nog altijd wereldrecordhoudster op de kleine vierkamp. Sinds 21 december 2001 is ze de aanvoerster van de Adelskalender en sinds 16 maart 2006 nationaal recordhouder op de 3000 meter.

## Biografie
Klassen is afkomstig uit een Rusland-Duitse mennonietenfamilie (doopsgezinden). Haar christelijke overtuiging heeft ze later doorgezet door middel van actieve betrokkenheid bij Sports Witnesses, een organisatie die de sportwereld wil bereiken met het evangelie van Jezus Christus.

### Schaatscarrière
Klassen was een goede ijshockeyspeelster, in haar jeugd speelde ze voor het nationale jeugdteam van Canada. Toen bleek dat ze niet geselecteerd werd voor de Olympische Spelen van 1998 probeerde ze het langebaanschaatsen uit. Ze was toen al achttien jaar, maar bleek een talent en al snel bestormde ze de wereldtop. Het seizoen 2003/2004 moest Klassen door een blessure aan zich voorbij laten gaan. Ze was tijdens een training gevallen, gleed tegen een andere schaatsster aan en kreeg diens schaats in haar rechteronderarm. Bij deze valpartij werden er twaalf pezen in haar onderarm doorgesneden.
Klassen nam zes keer deel aan het WK allround kwalificatie-toernooi voor Noord-Amerika & Oceanië. In 2003, 2005 en 2006 werd ze winnares, alle drie keer met een nieuw wereldrecord op de kleine vierkamp. In 2006 deed ze dit zelfs afgetekend met vier afstandszeges. In 2008 werd ze voor de vierde keer winnaar van dit toernooi. In 2002 en 2007 werd ze door de Canadese bond aangewezen als deelneemster aan het WK Allround.

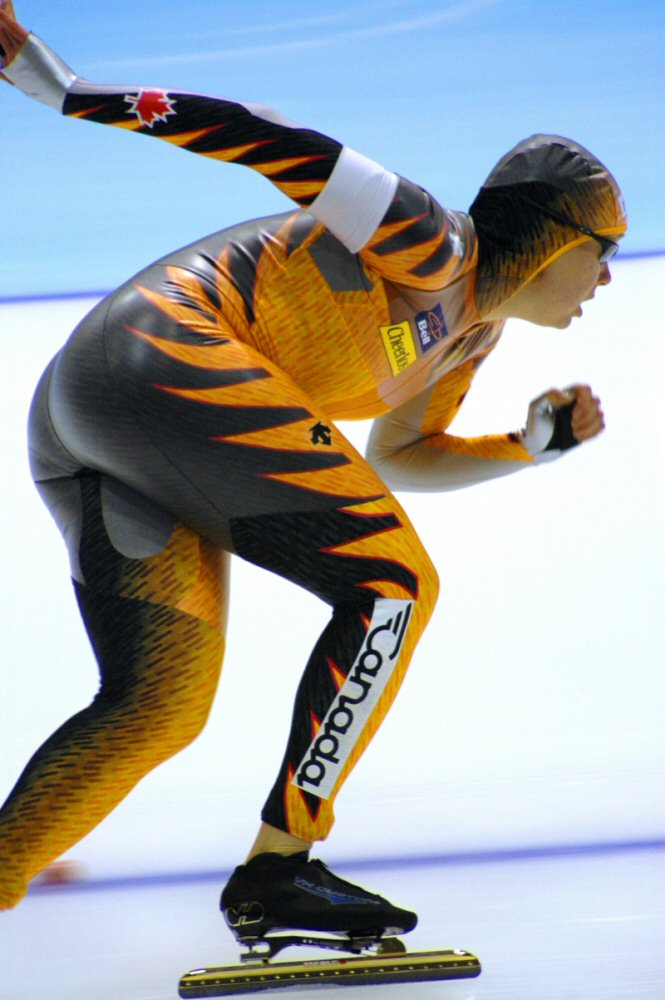
Klassen tijdens het WK Allround 2007

Tijdens het schaatsen op de Olympische Winterspelen 2006 won Cindy Klassen vijf medailles. Ze won goud op de 1500 meter, zilver op de 1000 meter en de ploegenachtervolging en brons op de 3000 en 5000 meter. Op het WK Allround van 2006 later dat jaar deed Klassen vriend en vijand verbaasd staan door alle vier de afstanden te winnen (ze was de achtste vrouw die dit presteerde, Laila Schou Nilsen, Verné Lesche, Lidia Skoblikova, Beth Heiden, Andrea Mitscherlich, Gunda Niemann en Anni Friesinger waren haar voorgegaan), en met groot machtsvertoon wereldkampioene te worden. Ook verbeterde ze het wereldrecord op de 3000 meter en puntentotaal kleine vierkamp, benaderde ze het wereldrecord op de 1500 meter tot op 0,06 seconden en benaderde ze het wereldrecord op de 500 meter tot op drie tienden. Het was haar zesde WK Allroundtoernooi, en vierde podiumplaats. In 2002 (2e), 2003 (1e), 2005 (2e) stond ze er ook al op. In 2007 zou ze er voor de vijfde keer op plaatsnemen, nu op de derde plaats. Naast haar vier gouden afstandmedailles in 2006 behaalde Klassen nog zes zilveren en negen bronzen medailles op de afstanden.
Op 7 februari 2008 werd bekend dat de zus van Cindy, Lisa, de dag daarvoor bij een auto-ongeluk betrokken was en in kritieke toestand in het ziekenhuis was opgenomen. Hierdoor nam ze niet deel aan het WK Allround van 2008 in Berlijn. Op 8 december 2008 liet Klassen weten in seizoen 2008/2009 niet in actie te zullen komen, ze wilde optimaal herstellen van de operaties die ze onderging aan haar knieën en geen terugslag krijgen in de aanloop naar de Winterspelen in haar thuisstad Vancouver.
In Vancouver, op de Olympische Spelen in eigen land kwam Klassen niet in de buurt van de medailles en ook de jaren erna haalde ze mede door blessureleed niet meer het niveau dat ze met name in 2006 haalde. Ze werd nog twee keer vijfde op de WK allround en op 13 maart 2011 won ze haar laatste wereldtitel met de Canadese team pursuit. In 2015 zette ze definitief een punt achter haar carrière.

## Records

### Persoonlijke records
| Afstand      | Tijd     | Datum            | Baan           |
| ------------ | -------- | ---------------- | -------------- |
| 500 meter    | 37,51    | 18 maart 2006    | Calgary        |
| 1000 meter   | 1.13,11  | 25 maart 2006    | Calgary        |
| 1500 meter   | 1.51,79  | 20 november 2005 | Salt Lake City |
| 3000 meter   | 3.53,34  | 18 maart 2006    | Calgary        |
| 5000 meter   | 6.48,97  | 19 maart 2006    | Calgary        |
| 10.000 meter | 15.17,63 | 25 maart 2002    | Heerenveen     |

### Wereldrecords
| Nr. | Afstand                | Tijd    | Datum            | Baan           |
| --- | ---------------------- | ------- | ---------------- | -------------- |
| 1.  | Minivierkamp           | 155,576 | 17 maart 2001    | Calgary        |
| 2.  | Kleine vierkamp        | 159,723 | 26 januari 2003  | Salt Lake City |
| 3.  | Ploegenachtervolging * | 3.05,49 | 12 november 2004 | Hamar          |
| 4.  | Ploegenachtervolging * | 3.03,07 | 20 november 2004 | Berlijn        |
| 5.  | Kleine vierkamp        | 159,605 | 9 januari 2005   | Salt Lake City |
| 6.  | 1500 meter             | 1.53,87 | 9 januari 2005   | Salt Lake City |
| 7.  | 1500 meter             | 1.53,77 | 28 oktober 2005  | Calgary        |
| 8.  | 3000 meter             | 3.55,75 | 12 november 2005 | Calgary        |
| 9.  | 1500 meter             | 1.51,79 | 20 november 2005 | Salt Lake City |
| 10. | Kleine vierkamp        | 157,177 | 22 januari 2006  | Calgary        |
| 11. | 3000 meter             | 3.53,34 | 18 maart 2006    | Calgary        |
| 12. | Kleine vierkamp        | 154,580 | 19 maart 2006    | Calgary        |
| 13. | 1000 meter             | 1.13,46 | 24 maart 2006    | Calgary        |
| 14. | 1000 meter             | 1.13,11 | 25 maart 2006    | Calgary        |
| 15. | Sprintvierkamp         | 149,305 | 25 maart 2006    | Calgary        |

|  | = huidig wereldrecord |

- * samen met Kristina Groves & Clara Hughes

### Adelskalender
Klassen staat sinds 21 december 2001 aan de top van de Adelskalender, zij staat al 8492 dagen aan top van de ranglijst. Sinds 18 december 2016 is ze de vrouw die het langste aan kop van de Adelskalender heeft gestaan. Sinds 1 december 2022 zelfs de persoon die het langst aan kop staat, ook de mannen heeft ze overtroffen. Hieronder staan de persoonlijke records (PR's) waarmee Klassen aan de top van de Adelskalender kwam en de huidige PR's waarmee ze aan de top van de lijst staat. Tevens zijn de gegevens weergegeven van de schaatsster die voor haar aan de top van de lijst stond.
| Datum      | 500 m | 1500 m  | 3000 m  | 5000 m  | Punten  | Voorganger / Opvolger |
| ---------- | ----- | ------- | ------- | ------- | ------- | --------------------- |
| 08-12-2001 | 38,60 | 1.54,38 | 4.01,98 | 7.03,34 | 159,390 | Anni Friesinger       |
| 21-12-2001 | 38,51 | 1.55,08 | 4.02,41 | 6.59,24 | 159,195 |                       |
| 19-03-2006 | 37,51 | 1.51,79 | 3.53,34 | 6.48,97 | 154,560 | (huidig)              |

## Resultaten
| Jaar | CK N-Amerika | WK Allround | WK Sprint | WK Afstanden                                   | Olympische Spelen                             | WK Junioren |
| ---- | ------------ | ----------- | --------- | ---------------------------------------------- | --------------------------------------------- | ----------- |
| 1999 |              |             |           |                                                |                                               | 9e          |
| 2000 | Zilver       | NC13        |           | 21e 500m 15e 1000m 12e 1500m 11e 3000m         |                                               |             |
| 2001 | Zilver       | 4e          | 11e       | 7e 1000m · 1500m · 4e 3000m                    |                                               |             |
| 2002 |              | Zilver      |           |                                                | 13e 1000m · 4e 1500m · 3000m · 4e 5000m       |             |
| 2003 | Goud         | Goud        | Zilver    | 1000m · 10e 1500m · 11e 3000m                  |                                               |             |
| 2004 |              |             |           | 1000m · 1500m                                  |                                               |             |
| 2005 | Goud         | Zilver      | 8e        | 4e 1000m · 1500m · 3000m · achtervolging       |                                               |             |
| 2006 | Goud         | Goud        |           |                                                | 1000m · 1500m · 3000m · 5000m · achtervolging |             |
| 2007 |              | Brons       | Brons     | 1500m · 3000m                                  |                                               |             |
| 2008 | Goud         |             |           |                                                |                                               |             |
| 2009 |              |             |           |                                                |                                               |             |
| 2010 | Zilver       | 11e         |           |                                                | 21e 1500m 14e 3000m 12e 5000m                 |             |
| 2011 | Goud         | 5e          |           | 8e 1500m · 9e 3000m · 7e 5000m · achtervolging |                                               |             |
| 2012 | Brons        | 5e          |           | 4e 1500m · 6e 3000m · 7e 5000m · achtervolging |                                               |             |
| 2013 |              |             |           | 19e 3000m 16e 5000m                            |                                               |             |

### Medaillespiegel
| Kampioenschap     | Goud | Zilver | Brons |
| ----------------- | ---- | ------ | ----- |
| CK N-Amerika      | 5    | 3      | 1     |
| WK Allround       | 2    | 2      | 1     |
| WK Sprint         | 0    | 1      | 1     |
| WK Afstanden      | 3    | 4      | 4     |
| Olympische Spelen | 1    | 2      | 3     |